# 华东师范大学附属枫泾中学
华东师范大学附属枫泾中学是位於中國上海市金山區枫泾镇的一所高中。
1944年8月，枫泾當地的葉慕庭、葉澄清父子創辦松江县私立澄志中学。1955年8月更名私立松江县枫泾初级中学。1956年8月改名松江县枫泾初级中学。1966年10月枫泾镇划归金山县後，學校改名金山县枫泾初级中学。1971年3月，枫泾镇民办建枫中学并入金山县枫泾初级中学。1974年更名为金山县枫泾中学。1997年金山县改成金山區後，学校更名为上海市枫泾中学。2000年8月，枫围中学、枫泾成校又並入上海市枫泾中学。2007年1月9日，华东师范大学与上海市枫泾中学合作辦學，學校更名為华东师范大学附属枫泾艺术中学。2011年5月19日，学校更名为华东师范大学附属枫泾中学。2020年，华东师范大学附属枫泾中学被評為上海市特色普通高中。